# Acrolyta crassicornis
Acrolyta crassicornis là một loài tò vò trong họ Ichneumonidae.